# Nunataki Kulisnye
Nunataki Kulisnye är en nunatak i Antarktis. Den ligger i Östantarktis. Australien gör anspråk på området. Toppen på Nunataki Kulisnye är 2 086 meter över havet.
Terrängen runt Nunataki Kulisnye är en högslätt. Trakten är obefolkad. Det finns inga samhällen i närheten.